# Albert Riegel
Albert Riegel (* 3. März 1802 in Aschaffenburg; † 13. Februar 1858 ebenda) war ein deutscher Maler, der vorrangig Porträts schuf.

## Leben
Albert Riegel war Sohn des Dieners Johann Riegel und dessen Frau Margarethe, geborene Krost. Sein künstlerisches Talent wurde früh entdeckt und in seiner Heimatstadt gefördert. Bereits 1822 arbeitete Riegel für Herzog Wilhelm I. von Nassau und seine Frau Luise, geborene Prinzessin von Sachsen-Hildburghausen (1794–1825). Anschließend begann er noch im selben Jahr in München an der Akademie der Bildenden Künste das Studium der Historienmalerei, welches er 1826 abschloss.
1825 und in den darauffolgenden Jahren erhielt Riegel Porträtaufträge von König Ludwig I. (Bayern) und dessen Frau Therese, der Schwester Herzogin Luises von Nassau, die er bereits 1822 porträtiert hatte. Das 1829 entstandene Bildnis des Dimitrios Botsaris, dem Sohn des griechischen Freiheitskämpfers Markos Botsaris, machte Riegel auch über München hinaus bekannt.
Seinen Aufträgen folgend war der Künstler seit 1829 im Raum Mainz, Wiesbaden und Frankfurt am Main tätig. 1830 hielt er sich in Rüdesheim auf. 1841 ließ sich Riegel dauerhaft in Aschaffenburg nieder und war als Zeichenlehrer an der dortigen königlichen Landwirtschafts- und Gewerbeschule tätig. Er hatte diese Stelle als Nachfolger von Jakob Heinrich von Hefner-Alteneck angetreten. Zusammen mit Martin Balduin Kittel, dem Rektor der Gewerbeschule gab Riegel vereinzelte Ausgaben des Jahresprogramms der Schulinstitution heraus. Nachdem der Künstler 1858 gestorben war, schrieb Kittel einen umfangreichen Nachruf über seinen Weggefährten.
1841 hatte Albert Riegel die Aschaffenburgerin Katharina Roth geheiratet. Aus der Ehe gingen die beiden Töchter Elisabeth und Anna Riegel hervor. Elisabeth Riegel heiratete später den Ökonomierat Karl Streit.

## Schaffen
Riegel arbeitete vorrangig in Pastell. Es sind jedoch auch vereinzelte Ölgemälde von seiner Hand bekannt.
Sein künstlerisches Vorbild war Joseph Karl Stieler, den er vermutlich aus seiner Münchner Zeit auch persönlich kannte.

## Werke (Auswahl)
- Carl Theodor von Dalberg, Pastell, 1817, Historisches Museum, Frankfurt am Main
- Dimitrios Botsaris als Kind, Ölgemälde, 1829, Benaki-Museum, Athen[1]
- Madonna mit dem brennenden Herzen, Ölgemälde, undatiert, Stiftskirche, Aschaffenburg
- Apotheker Carl Philipp Anton Joseph Baur Edler von Breitenfeld, Pastell, um 1843, Schlossmuseum Aschaffenburg
- Apothekergattin Margarethe Maria Anna Baur Edle von Breitenfeld, geb. Betz, Pastell, um 1843, Schlossmuseum Aschaffenburg
- Christian Heinrich Siebold, Pastell, 1853, Privatbesitz
- Bildnis Elisabeth und Anna Riegel (Töchter des Künstlers), Pastell, 1855, Privatbesitz

Das Schlossmuseum Aschaffenburg beherbergt mit 14 Porträts die größte öffentliche Sammlung an Werken Albert Riegels.